# Carl Theodor Reiffenstein
Pour les articles homonymes, voir Reiffenstein.
Carl Theodor Reiffenstein (1820–1893) est un peintre allemand de paysages et de sujets d'architecture.

## Biographie
Carl Theodor naît le 12 janvier 1820 à Francfort-sur-le-Main. Son père était brasseur et souhaitait qu'il reprenne la brasserie familiale, mais Carl a manifesté très jeune un intérêt pour l'art. En 1828, il voyage avec son professeur à Hofheim, Lorsbach et Eppstein. Il a déclaré ultérieurement que ce voyage a été très important pour son orientation artistique. Vers 1830, il était suffisamment avancé pour être rémunéré en mettant en couleur des lithographies. Il continue ses études avec différents professeurs. À l'âge de 13 ans, il intègre l'École Städel, école d'art à Francfort-sur-le-Main, auprès de Friedrich Maximilian Hessemer (de). Il voulait initialement devenir architecte mais a finalement été plus intéressé par les dessins et la peinture. Quand il quitte l'école en 1846, il voyage à Paris, en Bohème et en Italie.

## Galerie

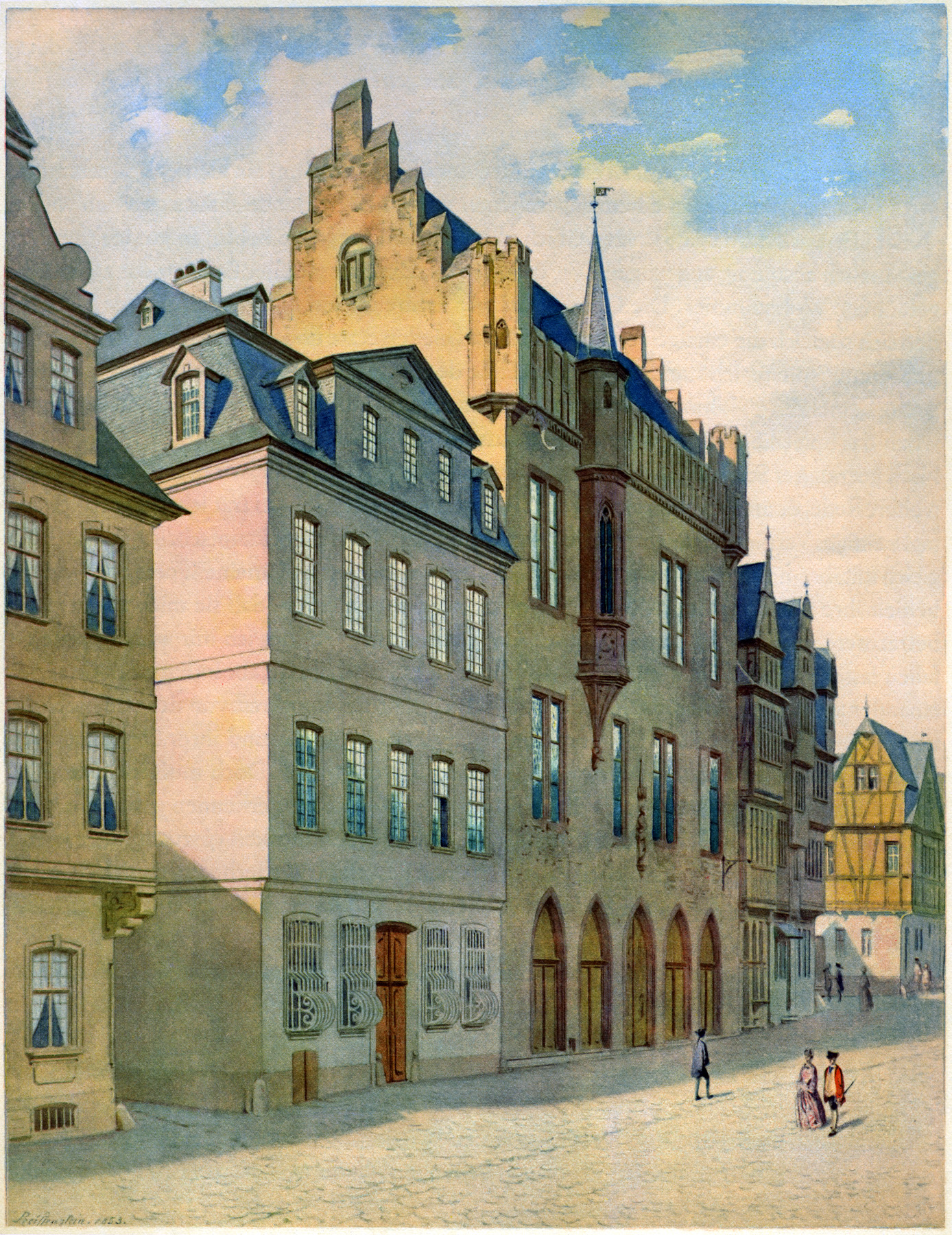
Frankfurt Am Main (1853)
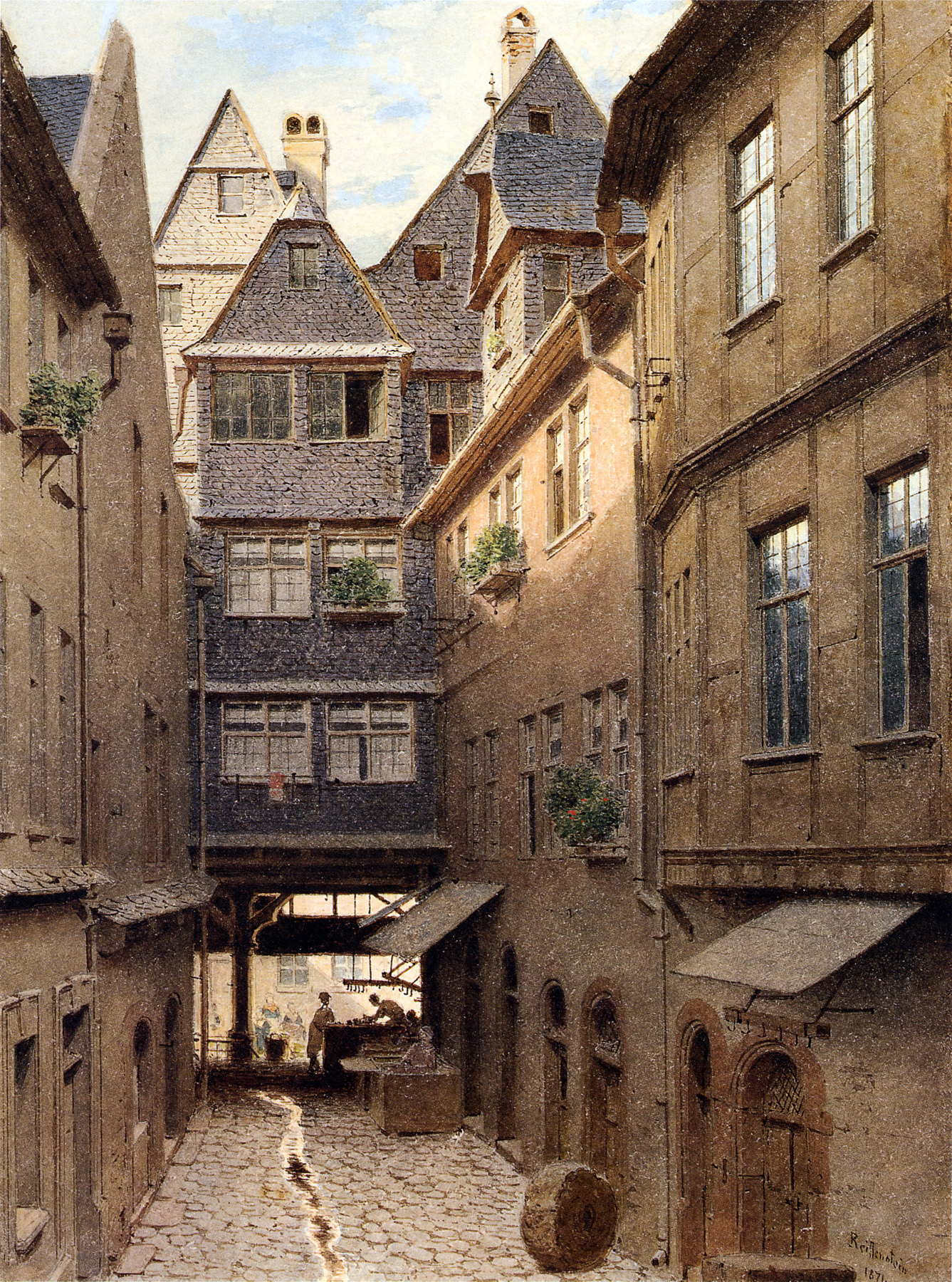
Frankfurt Am Main - Tuchgaden (1871)
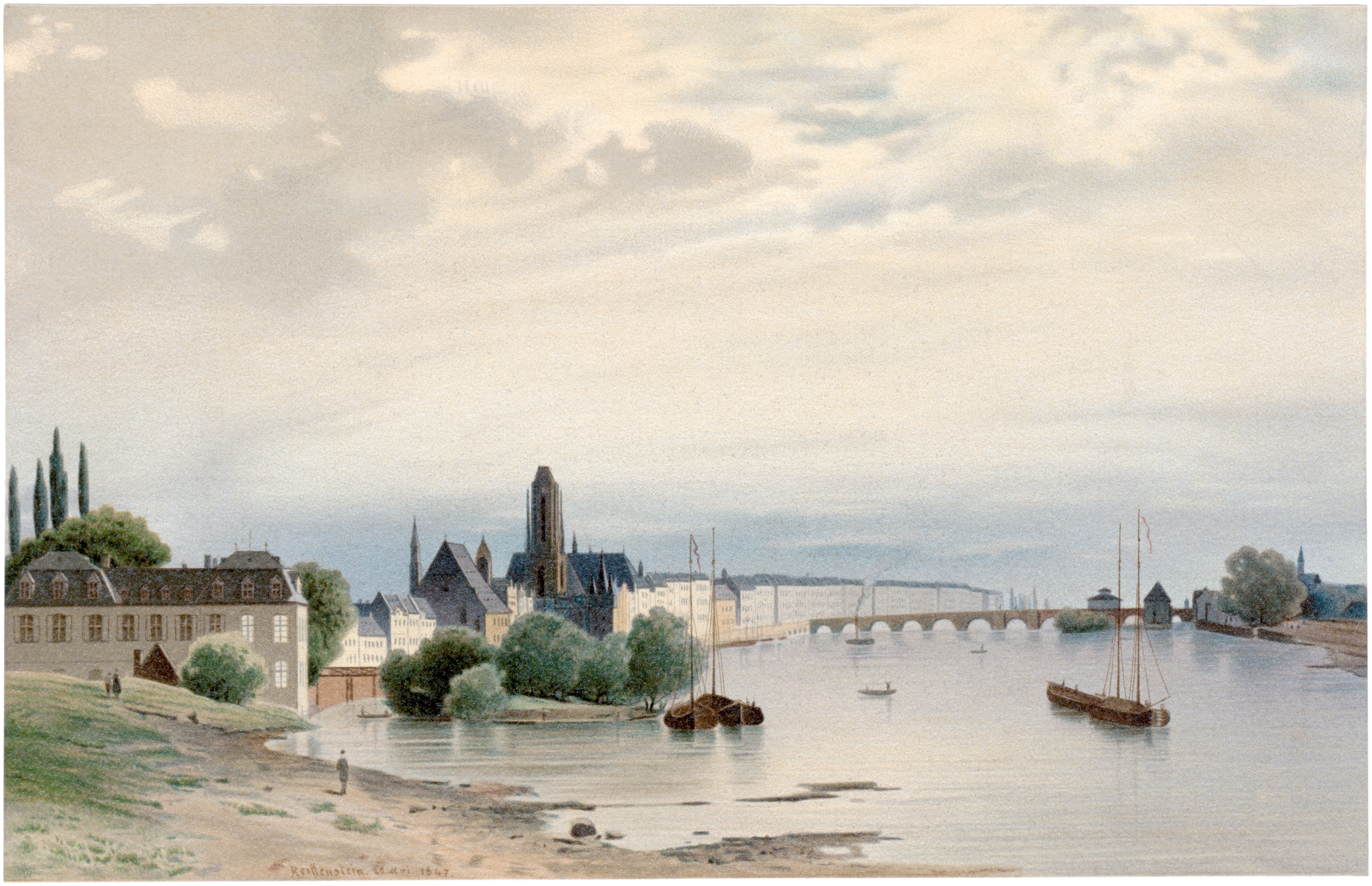
Vue de Frankfurt Am Main
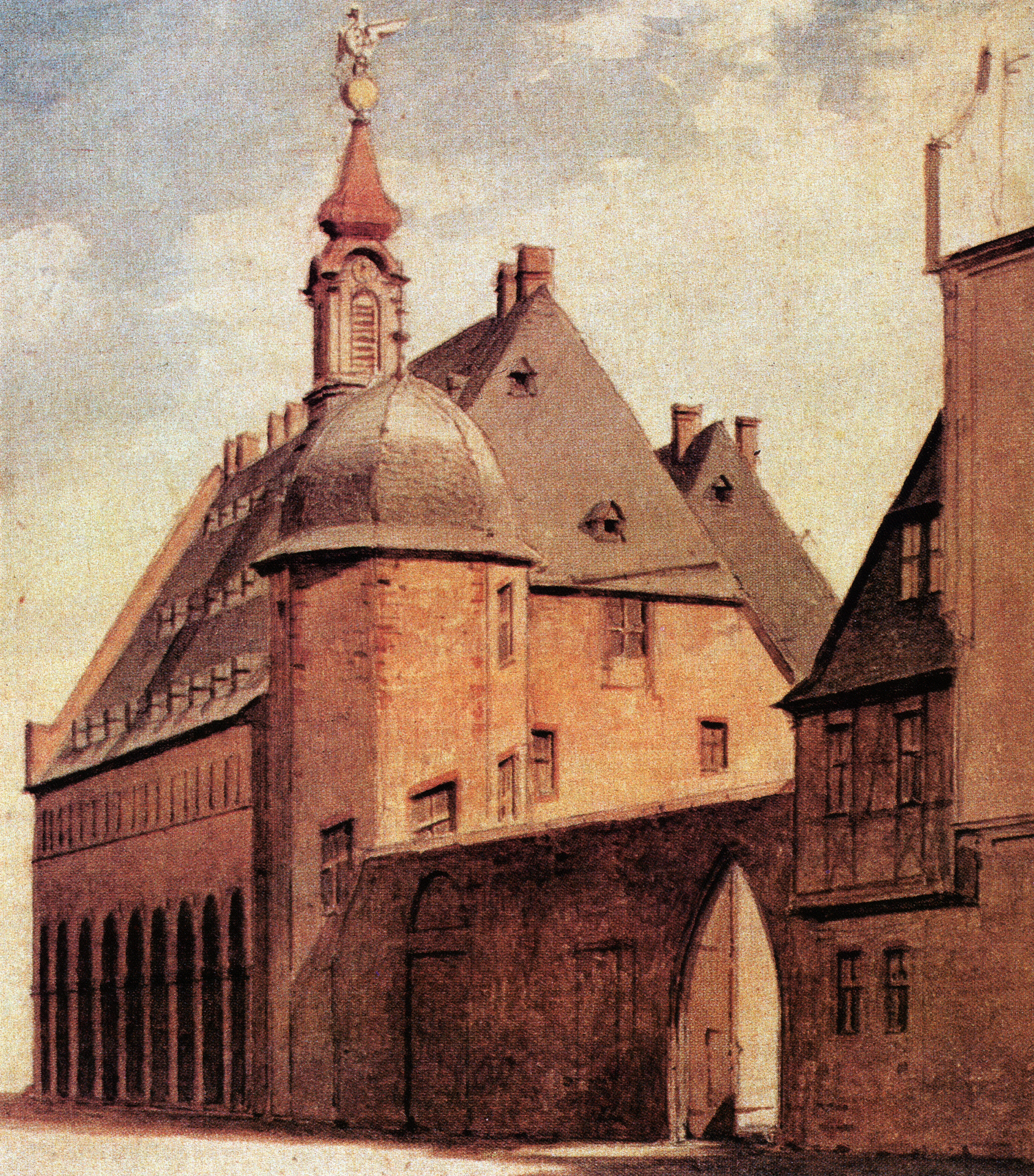
Konstablerwache (1857/79)